# Strictispira paxillus
Strictispira paxillus é uma espécie de gastrópode do gênero Strictispira, pertencente a família Pseudomelatomidae.